# Macy's Day Parade
Macy's Day Parade è un singolo dei Green Day del 2001, estratto dall'album Warning e pubblicato dalla casa discografica Reprise Records. La canzone è l'ultima traccia e l'ultimo singolo estratto dall'album.

## Struttura
La canzone presenta principalmente una strumentazione costituita da chitarra acustica e da basso elettrico con alcuni accenni di chitarra elettrica verso il finale. In alcuni punti sono presenti parti melodiche eseguite da violini.

## Contenuto
Macy's Thanksgiving Day Parade è stata una grande attrazione di New York fin dalla sua apparizione nel 1927. Nella canzone la sfilata simboleggia la tendenza della società moderna di anteporre i valori materiali a quelli emotivi. La canzone mostra come cerchiamo vittorie economiche, consacrando in questo modo l'avvento del materialismo; dimenticandoci ciò che ci fa davvero essere umani: i sentimenti.
La canzone mostra il nostro bisogno necessario di crescere e capire che bisogna fare scelte difficili, e anche se si dovrà inciampare in bugie e delusioni si dovrà andare avanti lo stesso. Non si potrà mai ottenere tutto ciò che vogliamo, ma alla fine la canzone ci fa capire che a volte tutto quello che ci serve è solamente un poco di speranza.

## Formazione
- Billie Joe Armstrong - voce e chitarra
- Mike Dirnt - basso e voce
- Tré Cool - batteria